# Бурнаково (Ярославская область)
Бурнако́во — деревня в Шашковской сельской администрации Назаровского сельского поселения Рыбинского района Ярославской области .
Деревня расположена на левом берегу реки Жидогость, к северу от автомобильной дороги Шашково-Тутаев. На противоположном левом берегу стоит деревня Демидово. Выше по течению находятся деревни Куликово (на противоположном берегу), и Паулино (на том же берегу). Ниже на противоположном берегу деревня Петряево, которая стоит в устье безымянного правого притока .
Бурнаково принадлежало семье Ушаковых, в ней родился флотоводец Фёдор Фёдорович Ушаков.
Деревня Бурнакова указана на плане Генерального межевания Романовского уезда 1790 года. После объединения уездов в 1822 году Бурнаково относилось к Романово-Борисоглебскому уезду .
На 1 января 2007 года в деревне не числилось постоянных жителей . Почтовое отделение Шашково обслуживает в деревне Бурнаково 7 домов .